# Virtuální okruh

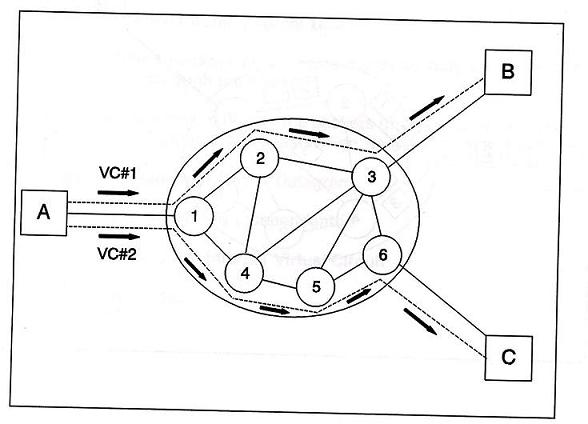
Ukázka cesty ve virtuálním okruhu od zdroje A po konečné příjemce B a C

Virtuální okruh (VC, původem z anglického Virtual Circuit) je druh počítačové sítě, kterou vytvářejí některé síťové protokoly. V okruhu pak procházejí pakety, resp. buňky, s pevnou délkou (53 bytů; 48 bytů dat a 5 bytů záhlaví). Okruh se nazývá virtuální, protože zde není žádné fyzické spojení mezi konci. Jedná se tedy o spojení mezi DTE zařízeními, které je označeno identifikátorem, nazývaným DLCI (Data Link Connection Identifier).
Okruh poskytuje spojové síťové služby (CONS – Connection-Oriented Network Services) a spadá pod spojově orientovanou technologii ATM. VC se vytváří metodou přepínání buněk na základě informací uvedených v záhlaví, dvojice čísel VPI (Virtual path identifier) a VCI (virtual channel identifier) a tabulek informací na jednotlivých ATM přepínačích typu InPort/InVPI/InVCI – OutPort/OutVPI/OutVCI, přičemž při průchodu přepínačem se záhlaví buněk (VPI-VCI) přepisují.
Pomocí signalizace je VC prvně vytvořen a až poté jsou přes něj posílány pakety, které tímto okruhem musejí procházet. Cesta vede od zdrojového zařízení až ke koncovému příjemci, přičemž ji tvoří posloupnost mezilehlých uzlů, díky kterým je utvářená optimální cesta. Přenášené data pak nemají v záhlaví globální adresu konečného zařízení, které může být relativně dlouhé, ale nese pouze identifikaci příslušného virtuálního kanálu. Síťová vrstva v každém meziuzlu pak podle tohoto údaje zjistí ve své tabulce, kterým směrem má paket předat dále, a učiní tak.
Na virtuálním okruhu je možné přenášet i datagramy, kdy okruh negarantuje doručení datagramu příjemci, příkladem může být protokol Frame Relay. Pro garanci doručení lze využít protokol X.25, který se však téměř nevyužívá a dnes je už spíše nahrazen modernější technologií Frame Relay.

## Internet
V internetu se mechanismu virtuální okruhů nevyužívá, protože výpadek uzlu ve VC znamená přerušení spojení do doby, než je vytvořen nový okruh. Výpadek uzlu sítě způsobí pouze ztrátu IP datagramů, které procházely uzlem v okamžiku jeho výpadku. Další IP datagramy jsou směrovány přes jiné uzly. IP datagramy mohou dorazit do cíle i v jiném pořadí. Nad IP je protokol TCP, který spojení naváže a garantuje doručení dat.

## Rozdělení
Pro vytvoření virtuální okruhů se existují dva způsoby:
- Permanentní virtuální okruhy (Permanent Virtual Circuit – PVC), které jsou pevně dané správcem WAN sítě. Existují stále bez ohledu na to, zda se jimi právě přenášejí nějaká data. Každý PVC okruh pak začíná a končí na některém DTE zařízení (např. směrovači).[6] Někdy se také označují jako pevné virtuální okruhy.
- Komutované virtuální okruhy (Switched Virtual Circuit – SVC), které jsou vytvářeny dynamicky na základě okamžitých potřeb. K tomu se používají signalizační protokoly podle standardu Q.933, kterými DTE zařízení požádá síť (to je nejbližší DCE zařízení) o sestavení dočasného spojení. Po skončení přenosu dat SVC okruh automaticky zaniká.[1] Někdy se také označují jako přepínané virtuální okruhy.